# 湫水河

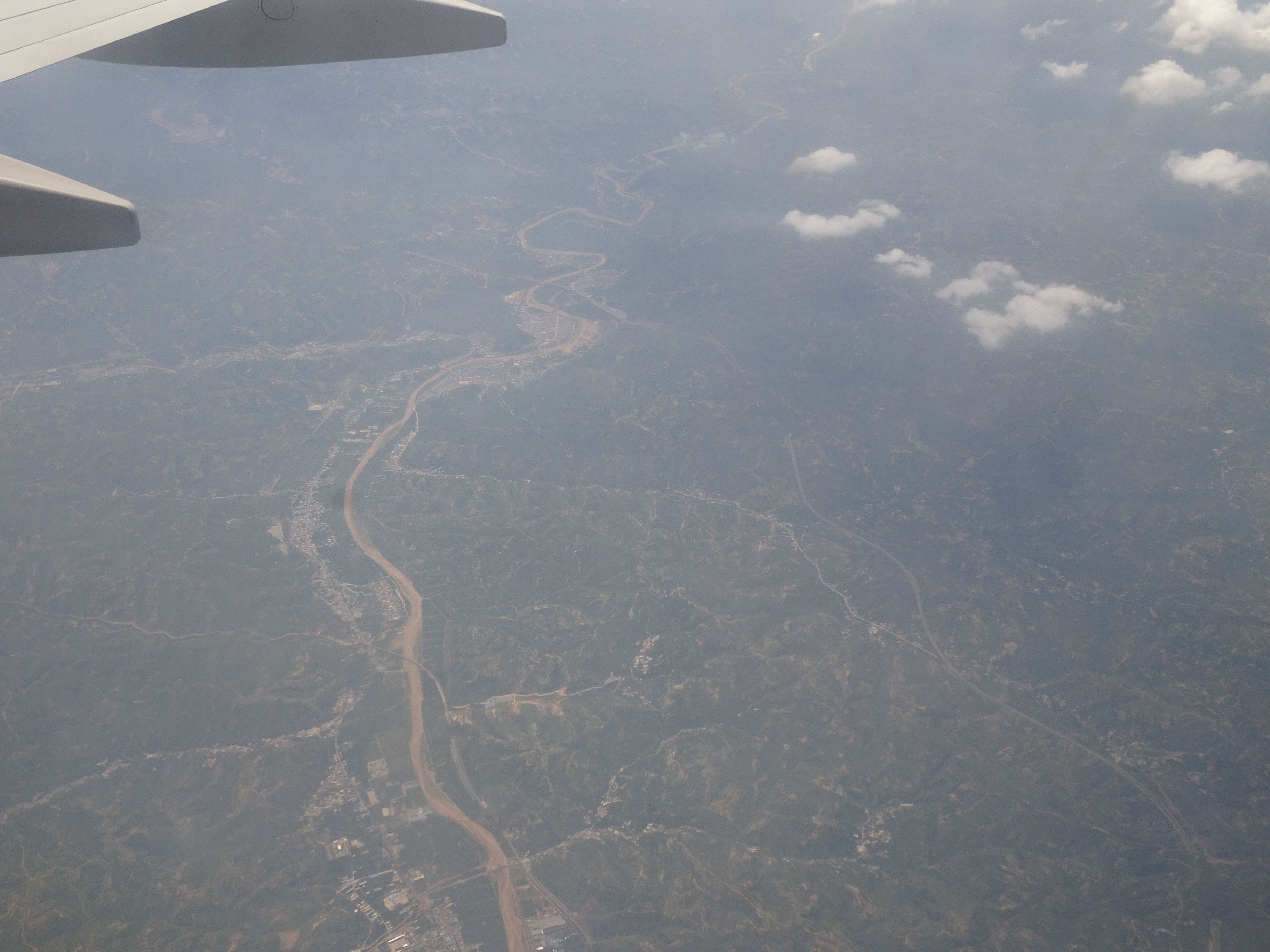
飞机上看到的湫水河，为临县安业至三交镇河段

湫水河，位于中华人民共和国山西省西部的一条河流，为黄河左岸支流。发源于兴县东南部东会乡大兴安村以东白龙山南麓，自东北向西南，流经东会乡、临县白文镇、城庄镇、县城临泉镇、安业乡、大禹乡、三交镇、林家坪镇等地，于碛口镇汇入黄河。河长122千米，流域面积1989平方千米，河道平均比降6.5‰。年均径流量8665万立方米。湫水河流域地处黄土高原，植被稀少，黄土厚积，冲蚀剧烈，河流含沙量较大，年均（1954−1996年）输沙量1562万吨。流域内易发生干旱灾害。